# Scotargus
Genre
Scotargus est un genre d'araignées aranéomorphes de la famille des Linyphiidae.

## Distribution
Les espèces de ce genre se rencontrent en zone paléarctique.

## Liste des espèces
Selon World Spider Catalog (version 16.5, 27/11/2015) :
- Scotargus enghoffi Wunderlich, 1992
- Scotargus grancanariensis Wunderlich, 1992
- Scotargus numidicus Bosmans, 2006
- Scotargus pilosus Simon, 1913
- Scotargus secundus Wunderlich, 1987
- Scotargus tenerifensis Wunderlich, 1992

## Publication originale
- Simon, 1913 : Araneae et Opiliones (Quatrième série). Biospeologica, XXX. Archives de Zoologie Expérimentale et Générale, vol. 52, no 2, p. 359-386 (texte intégral).